# Високошвидкісна залізниця Цзінань — Циндао
Високошвидкісна залізниця Цзінань — Циндао (кит.: 高铁青银通道胶济段) — високошвидкісна залізниця між Циндао і Цзінань, двома найбільшими містами провінції Шаньдун. На кінець 2010-х Циндао і Цзінань обслуговуються чотириколійним залізничним коридором, що складається з високошвидкісної пасажирської залізниці Цзінань — Циндао і звичайної залізниці Циндао — Цзінань. Нова залізниця є частиною залізниці Циндао — Іньчуань, однієї з національних високошвидкісних залізничних магістралей, і забезпечує подальше покращення залізничного сполучення між Циндао і Цзінань. Проект було схвалено NDRC 10 червня 2014 року, будівництво розпочалося через рік.. Монтаж рейок розпочався в 2017 році, і вся лінія була відкрита 26 грудня 2018 року. Залізниця скорочує час подорожі між Циндао і Цзінань до 1 години. На відміну від 2,5 годин, необхідних для подорожі Пасажирською залізницею Циндао — Цзінань і 4 години звичайною залізницею Циндао — Цзінань.